# Antonio Dechent
Antonio Pérez Dechent (Sevilla, 16 de febrero de 1960) es un actor español de cine, televisión y teatro.

## Trayectoria
Nacido en Sevilla, en 1960, Dechent es un actor conocido sobre todo por su participación en algunas de las películas más representativas del cine español y, en especial, del cine andaluz de los últimos años.

Su primera intervención como actor fue con trece años en clase de literatura con un texto de Cervantes: La elección de los alcaldes de Daganzo. Posteriormente estudió Psicología, aunque a los 23 años se decantó por la interpretación, formándose en el Instituto de Teatro de Sevilla.
En el cine debutó en 1987 con la película Las dos orillas, y cuenta con más de 80 títulos en su carrera, con producciones como Solas, Intacto, Smoking Room, Carmen, 7 vírgenes, Alatriste, Los Borgia, Tres días, La voz dormida o A puerta fría, y ha trabajado a las órdenes de directores de prestigio como Agustín Díaz Yanes, José Luis Garci, Vicente Aranda, Mario Camus o Chus Gutiérrez, entre otros muchos.
También ha actuado en televisión, realizado diversas producciones como Brigada central, Lleno, por favor, Éste es mi barrio, Todos los hombres sois iguales, La casa de los líos, La Mari y su secuela, La familia Mata o Malviviendo, con Daniel Guzmán, Elena Ballesteros y Chiqui Fernández. Asimismo, también ha intervenido en algunos doblajes.
El 18 de marzo de 2014 se anunció que acompañaría a Joan Pera, en sustitución del difunto Paco Morán, en la nueva reposición de la obra de teatro La extraña pareja, de Neil Simon, que en su momento llevaron con gran éxito los mentados Joan Pera y Paco Morán.

## Filmografía

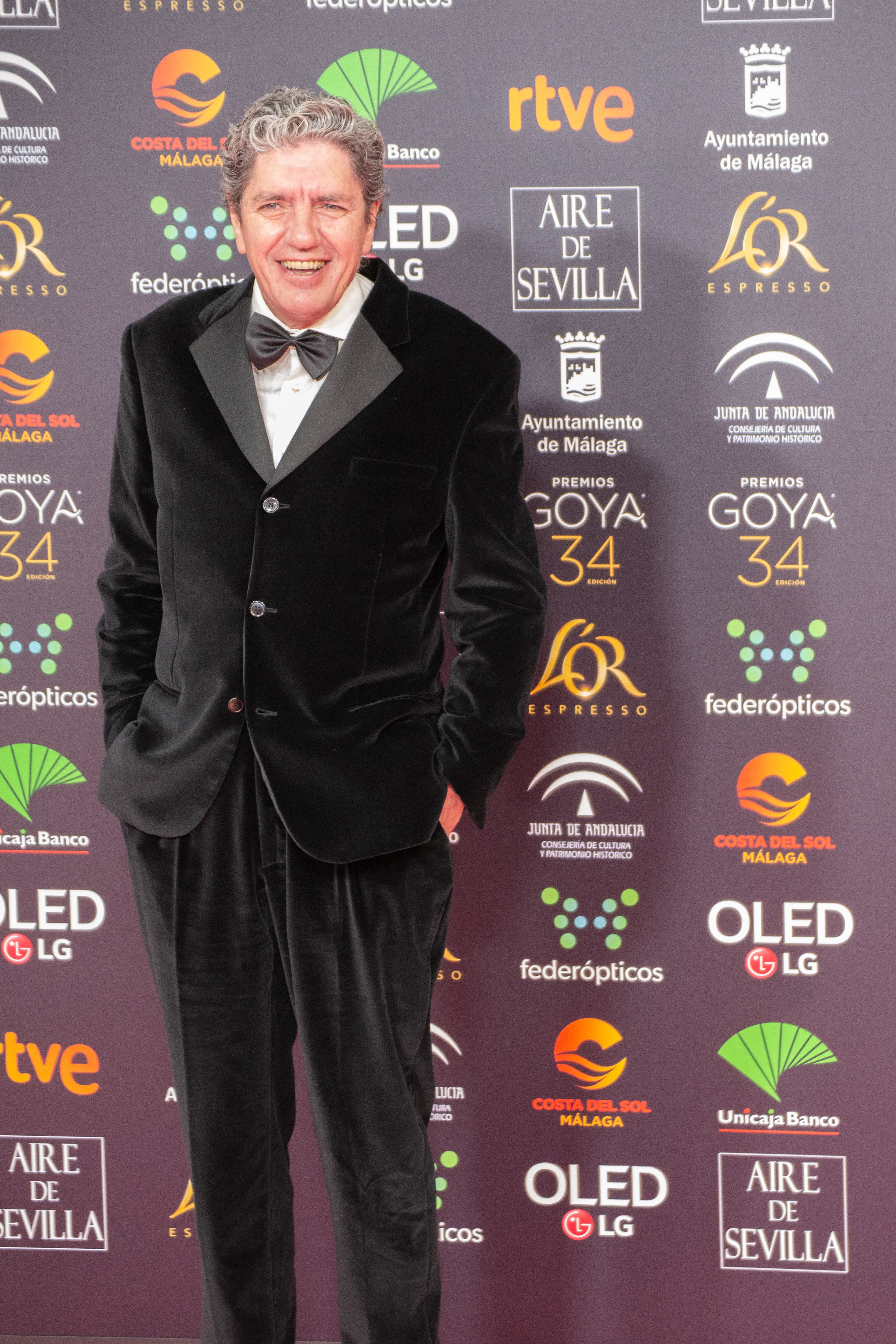
Antonio Dechent en la alfombra roja de los premios Goya 2020, celebrados en Málaga.

| Año  | Título                                           | Personaje                    | Dirección                                                      |
| ---- | ------------------------------------------------ | ---------------------------- | -------------------------------------------------------------- |
| 1987 | El Lute: camina o revienta                       | Tomás "El Flaco"             | Vicente Aranda                                                 |
| 1987 | Las dos orillas                                  | Tomás                        | Juan Sebastián Bollaín                                         |
| 1988 | Matar al Nani                                    | Compañero de Gálvez          | Roberto Bodegas                                                |
| 1988 | El Lute II: mañana seré libre                    | Tomás "El Flaco"             | Vicente Aranda                                                 |
| 1988 | No hagas planes con Marga                        | Fede                         | Rafael Alcázar                                                 |
| 1988 | Malaventura                                      | Cliente de bar               | Manuel Gutiérrez Aragón                                        |
| 1989 | Los días del cometa                              | Samuel                       | Luis Ariño                                                     |
| 1990 | La cruz de Iberia                                | Gallo                        | Eduardo Mencos                                                 |
| 1991 | La fuente de la edad                             | Turcia                       | Julio Sánchez Valdés                                           |
| 1992 | La marrana                                       | Bartolomé de Torres          | José Luis Cuerda                                               |
| 1993 | Don Juan Itinerante                              | Don Luis Mejía               | Guillermo Baeza                                                |
| 1995 | Nadie hablará de nosotras cuando hayamos muerto  | Hombre de almacén            | Agustín Díaz Yanes                                             |
| 1995 | Morirás en Chafarinas                            | Brigada Teodoro              | Pedro Olea                                                     |
| 1995 | El día de la bestia                              | Toyota 3                     | Álex de la Iglesia                                             |
| 1996 | Libertarias                                      | Faneca                       | Vicente Aranda                                                 |
| 1997 | Blasco Ibáñez                                    | Azzati                       | Luis García Berlanga                                           |
| 1997 | El color de las nubes                            | Conductor                    | Mario Camus                                                    |
| 1997 | La duquesa roja                                  | Sargento de la Guardia Civil | Francesc Betriu                                                |
| 1998 | Mararía                                          | Lázaro                       | Antonio Betancor                                               |
| 1999 | Solas                                            | Médico                       | Benito Zambrano                                                |
| 1999 | Pleno al quince                                  | Fernando                     | Josetxo San Mateo                                              |
| 1999 | Pídele cuentas al rey                            | Camionero andaluz            | José Antonio Quirós                                            |
| 2000 | Vengo                                            | Primo Alejandro              | Tony Gatlif                                                    |
| 2000 | Cascabel                                         | Tadeo                        | Daniel Cebrián                                                 |
| 2000 | Bailamé el agua                                  | Facundo                      | Josetxo San Mateo                                              |
| 2000 | Furtivas                                         | Policía 1                    | Miguel Hermoso                                                 |
| 2001 | Cuando todo esté en orden                        | Director del coro            | César Martínez Herrada                                         |
| 2001 | Intacto                                          | Alejandro                    | Juan Carlos Fresnadillo                                        |
| 2001 | Juego de luna                                    | César                        | Mónica Laguna                                                  |
| 2002 | El embrujo de Shanghai                           | Capataz                      | Fernando Trueba                                                |
| 2002 | María la Portuguesa                              | Patrón de barco pesquero     | Dácil Pérez de Guzmán                                          |
| 2002 | Asalto informático                               | Ramos                        | Miguel Ángel Carrasco                                          |
| 2002 | Besos de gato                                    | Chamán                       | Rafael Alcázar                                                 |
| 2002 | Poniente                                         | Miguel                       | Chus Gutiérrez                                                 |
| 2002 | X                                                | Jefe                         | Luis Marías                                                    |
| 2002 | Carlos contra el mundo                           | Agricultor                   | Chiqui Carabante                                               |
| 2002 | Smoking Room                                     | Enrique                      | Roger Gual y Julio D. Wallovits                                |
| 2002 | Una pasión singular                              | Comatas                      | Antonio Gonzalo                                                |
| 2003 | Carmen                                           | Tuerto                       | Vicente Aranda                                                 |
| 2003 | Eres mi héroe                                    | Nube de Agua                 | Antonio Cuadri                                                 |
| 2003 | El secreto del héroe                             | Rafael                       | Leo Vega                                                       |
| 2003 | Soraya                                           | Kalil Esfandiari Bakhtiari   | Lodovico Gasparini                                             |
| 2003 | Recambios                                        | Carlos                       | Manu Fernández                                                 |
| 2003 | Matar al ángel                                   | Marcus                       | Daniel Múgica                                                  |
| 2003 | XXL                                              | César                        | Julio Sánchez Valdés                                           |
| 2003 | Atún y chocolate                                 | El Cherif                    | Pablo Carbonell                                                |
| 2003 | Tiovivo c. 1950                                  | José Pedro Cervantes         | José Luis Garci                                                |
| 2004 | Las huellas que devuelve el mar                  | Emilio                       | Gabi Beneroso                                                  |
| 2005 | Los aires difíciles                              | Panrico                      | Gerardo Herrero                                                |
| 2005 | 7 vírgenes                                       | Policía                      | Alberto Rodríguez                                              |
| 2005 | El calentito                                     | Sr. Matas                    | Chus Gutiérrez                                                 |
| 2005 | Un rey en La Habana                              | Chano                        | Alexis Valdés                                                  |
| 2005 | El año que trafiqué con mujeres                  | Juan                         | Jesús Font                                                     |
| 2006 | ¿Por qué se frotan las patitas?                  | Luis                         | Álvaro Begines                                                 |
| 2006 | Los Borgia                                       | Michele Corella              | Antonio Hernández                                              |
| 2006 | Salvador (Puig Antich)                           | Policía BPS 2                | Manuel Huerga                                                  |
| 2006 | Arena en los bolsillos                           | Julián                       | César Martínez Herrada                                         |
| 2006 | Alatriste                                        | Curro Garrote                | Agustín Díaz Yanes                                             |
| 2006 | Remake                                           | Taxista                      | Roger Gual                                                     |
| 2006 | Un minuto de silencio                            | Padre Puerta                 | Roberto Maiocco                                                |
| 2006 | Las locuras de Don Quijote                       | Ginés de Pasamonte           | Rafael Alcázar                                                 |
| 2006 | El partido                                       | Sánchez                      | Juan Calvo                                                     |
| 2006 | Películas para no dormir: La habitación del niño | Fernández                    | Álex de la Iglesia                                             |
| 2007 | Clandestinos                                     | Fermín                       | Antonio Hens                                                   |
| 2007 | La profecía de los justos                        | Inspector Montero            | Manuel Carballo                                                |
| 2007 | Escuchando a Gabriel                             | Carlos                       | José Enrique March                                             |
| 2008 | Imaginario                                       | Cherrady                     | Pablo Cantos                                                   |
| 2008 | Retorno a Hansala                                | Manolo                       | Chus Gutiérrez                                                 |
| 2008 | 3 días                                           | Urbano                       | Francisco Javier Gutiérrez                                     |
| 2008 | 2932                                             | Orwell                       | Carlos Escaño                                                  |
| 2009 | La furia de Mackenzie                            | Coyote                       | Paco L. Campano, Félix Caña y José Luis Reinoso                |
| 2009 | Los minutos del silencio                         | Teniente Prados              | R. Robles Rafatal                                              |
| 2010 | La voz dormida                                   | Juez Instructor              | Benito Zambrano                                                |
| 2010 | Entre lobos                                      | Sargento                     | Gerardo Olivares                                               |
| 2010 | Lope                                             | Salcedo                      | Andrucha Waddington                                            |
| 2011 | Juan de los Muertos                              | Padre Jones                  | Alejandro Brugués                                              |
| 2011 | Fuga de cerebros 2                               | Padre Cabra                  | Carlos Therón                                                  |
| 2011 | Un mundo casi perfecto                           | Willy                        | Esteban Ibarretxe y José Miguel Ibarretxe                      |
| 2012 | El mundo es nuestro                              | Delegado del gobierno        | Alfonso Sánchez                                                |
| 2012 | La última isla                                   | Alpidio                      | Dácil Pérez de Guzmán                                          |
| 2012 | A puerta fría                                    | Salva                        | Xavi Puebla                                                    |
| 2012 | Miel de naranjas                                 | Coronel Camacho              | Imanol Uribe                                                   |
| 2014 | Obra 67                                          | Juan el Candela              | David Sainz                                                    |
| 2014 | Justi&Cia                                        | Arturo                       | Ignacio Estaregui                                              |
|      | El gran salto adelante                           | Fernando                     | Pablo Llorca                                                   |
| 2015 | 13 días de octubre                               | Luis Orgaz                   | Carlos Marques-Marcet                                          |
| 2016 | Secuestro                                        | Requena                      | Mar Targarona                                                  |
| 2016 | Diamantino                                       | Capitán Luque                | Jesús Ponce                                                    |
| 2016 | La Xirgu                                         | Periodista                   | Sílvia Quer                                                    |
| 2017 | Señor, dame paciencia                            | Guardia Civil                | Álvaro Díaz Lorenzo                                            |
| 2017 | Oro                                              | Barbate                      | Agustín Díaz Yanes                                             |
| 2017 | El Autor                                         | Rubén Calderón               | Manuel Martín Cuenca                                           |
| 2018 | Cuando dejes de quererme                         | Camacho                      | Igor Legarreta                                                 |
| 2018 | El mejor verano de mi vida                       | Jorge                        | Dani de la Orden                                               |
| 2018 | Jaulas                                           | Fermín                       | Nicolás Pacheco                                                |
| 2018 | Akemarropa                                       | Dechent                      | F.J. Arranz                                                    |
| 2018 | El aviso                                         | Héctor                       | Daniel Calparsoro                                              |
| 2019 | Los Japón                                        | Don Francisco                | Álvaro Díaz Lorenzo                                            |
| 2019 | Sordo                                            | Coronel Balenciaga           | Alfonso Cortés-Cavanillas, Esther Jiménez y Aníbal Ruiz-Villar |
| 2019 | Miamor perdido                                   | Padre de Olivia              | Emilio Martínez Lázaro                                         |
| 2020 | Hasta que la boda nos separe                     | Arturo                       | Dani de la Orden                                               |
| 2021 | Operación Camarón                                | Abeledo                      | Carlos Therón                                                  |
| 2021 | Hombre muerto no sabe vivir                      | Tano                         | Ezekiel Montes                                                 |
| 2021 | El bucle de Latham                               | Javier Castro                | Raúl Arteaga                                                   |
| 2021 | El refugio                                       | Hilario                      | Macarena Astorga                                               |
| 2022 | La caída de Alejandra                            | Arturo                       | Álvaro de Armiñán                                              |
| 2022 | Héroes de barrio                                 | Don Paco                     | Ángeles Reiné                                                  |
| 2023 | Lobo feroz                                       | Romero                       | Gustavo Hernández                                              |
| 2023 | Animal/Humano                                    | Santiago                     | Alessandro Pugno                                               |
| 2023 | Cerrar los ojos                                  | Tico Mayoral                 | Víctor Erice                                                   |

## Televisión
- Matar al Nani (1988)
- Brigada Central (1989)
- Pedro I el Cruel (1989)
- La huella del crimen 2: El crimen de las estanqueras de Sevilla (1991)
- La Mari (2002)
- Padre coraje (2002)
- 7 vidas (2004)
- Abuela de verano (2005)
- Aída (2005)
- El comisario (2005)
- Películas para no dormir: La habitación del niño (2006)
- Estudio 1: La malquerida (2006)
- La familia Mata (2007-2009)
- Año 400 (2008)
- Martes de Carnaval (2008)
- La Mari 2 (2010)
- Malviviendo (2010, 2012, webserie)
- Gernika bajo las bombas (2012)
- 18.0 (2012, webserie)
- Flaman (2013)
- Ciega a citas (2014)
- Cuéntame cómo pasó (2016)
- Víctor Ros (2016)
- El Ministerio del Tiempo (2017)
- Sé quien eres (2017)
- Servir y proteger (2018)
- Gigantes (2018)
- Días de Navidad (2019)
- Benvinguts a la família (2019)
- El embarcadero (2020)
- Parot (2021)

## Teatro
- Queipo, el sueño de un general (2010-2011)
- Tomar partido (2012)
- Estado de sitio (2012)
- La voz humana (2013)
- La extraña pareja (16 de septiembre de 2014)
- Hechos y faltas (septiembre de 2023)

## Premios
Premios Anuales de la Academia "Goya"
| Año  | Categoría                                 | Película | Resultado | Ref.  |
| ---- | ----------------------------------------- | -------- | --------- | ----- |
| 2001 | Mejor interpretación masculina de reparto | Intacto  | Candidato | [ 2 ] |

Premios Sant Jordi
| Año  | Categoría                        | Película      | Resultado | Ref.  |
| ---- | -------------------------------- | ------------- | --------- | ----- |
| 2014 | Mejor actor en película española | A puerta fría | Ganador   | [ 3 ] |

Medallas del Círculo de Escritores Cinematográficos
| Año  | Categoría              | Película     | Resultado | Ref.  |
| ---- | ---------------------- | ------------ | --------- | ----- |
| 1999 | Mejor actor secundario | Solas        | Ganador   | [ 2 ] |
| 2002 | Mejor actor secundario | Smoking Room | Candidato | [ 2 ] |

Premios Turia
| Año  | Categoría                                          | Resultado | Ref.  |
| ---- | -------------------------------------------------- | --------- | ----- |
| 2007 | Premio Especial: "Por su trayectoria profesional." | Ganador   | [ 2 ] |

Festival de Cine Español de Málaga
| Año  | Categoría                       | Película      | Resultado | Ref.  |
| ---- | ------------------------------- | ------------- | --------- | ----- |
| 2002 | Biznaga de Plata al mejor actor | Smoking Room  | Ganador   | [ 2 ] |
| 2012 | Biznaga de Plata al mejor actor | A puerta fría | Ganador   | [ 2 ] |

Festival de Cine de España de Toulouse
| Año  | Categoría                      | Película      | Resultado | Ref.  |
| ---- | ------------------------------ | ------------- | --------- | ----- |
| 2012 | Mejor interpretación masculina | A puerta fría | Ganador   | [ 2 ] |

Otros reconocimientos
- 2004: Homenaje de la 36.ª Muestra Cinematográfica del Atlántico Alcances.[4]
- 2007: Premio Honorífico "Un Andaluz de Cine" del V Certamen Nacional de Cortometrajes de Comedia Thanatos.[5]
- 2008: Premio Ciudad de Arnedo del Festival de Cine 'Octubre Corto' de Arnedo (La Rioja).[6]
- 2009: Premio Clavel de la Prensa, otorgado por la Asociación de la Prensa de Sevilla.[7]